# HR 2562 b
HR 2562 bは褐色矮星またはガス巨大系外惑星である。これは、破片ディスクホスト星HR 2562の亜星の仲間である。2562は、110.92±0.16光年(34.007±0.048 pc)に位置する6番大きさのF型主系列星である。2562は太陽よりも約37%大きい。
当初は褐色矮星に分類され、HR 2562 bの正確な質量は不明であり、木星質量は29±と考えられている。その明るさは太陽光度の約2000分の2である。褐色矮星に分類される場合、そのスペクトルタイプは L7±3 になる。
2016年にジェミニプラネットイメージャーを使用して初めて観測された。
NASA系外惑星アーカイブによると、質量は30 J近くで、最も巨大な惑星としてリストされている。M
HR 2562 bは親星の破片ディスクに内部を常駐し、その軌道はそれに同一平面である。円盤は、空の平面から視線まで78.0°傾斜し、中央星から20±38±20auから20auの範囲である。